# روسو فیورنتینو
روسو فیورنتینو (به ایتالیایی: Rosso Fiorentino) (زاده ۸ مارس ۱۴۹۴ و درگذشته ۱۴ نوامبر ۱۵۴۰) نقاش شیوه‌گرای ایتالیایی بود. وی اهل فلورانس و بنیانگذار مکتب فنتن بلو بود. روسو فیورنتینو مدتی کوتاه زیر نظر آندرا دل سارتو آموزش دید. او تحت تأثیر آثار متاخر میکلانژ و باسمه‌های دورر به شیوه‌ای مغایر با کلاسیسم رنسانس دست یافت.

## نگارخانه

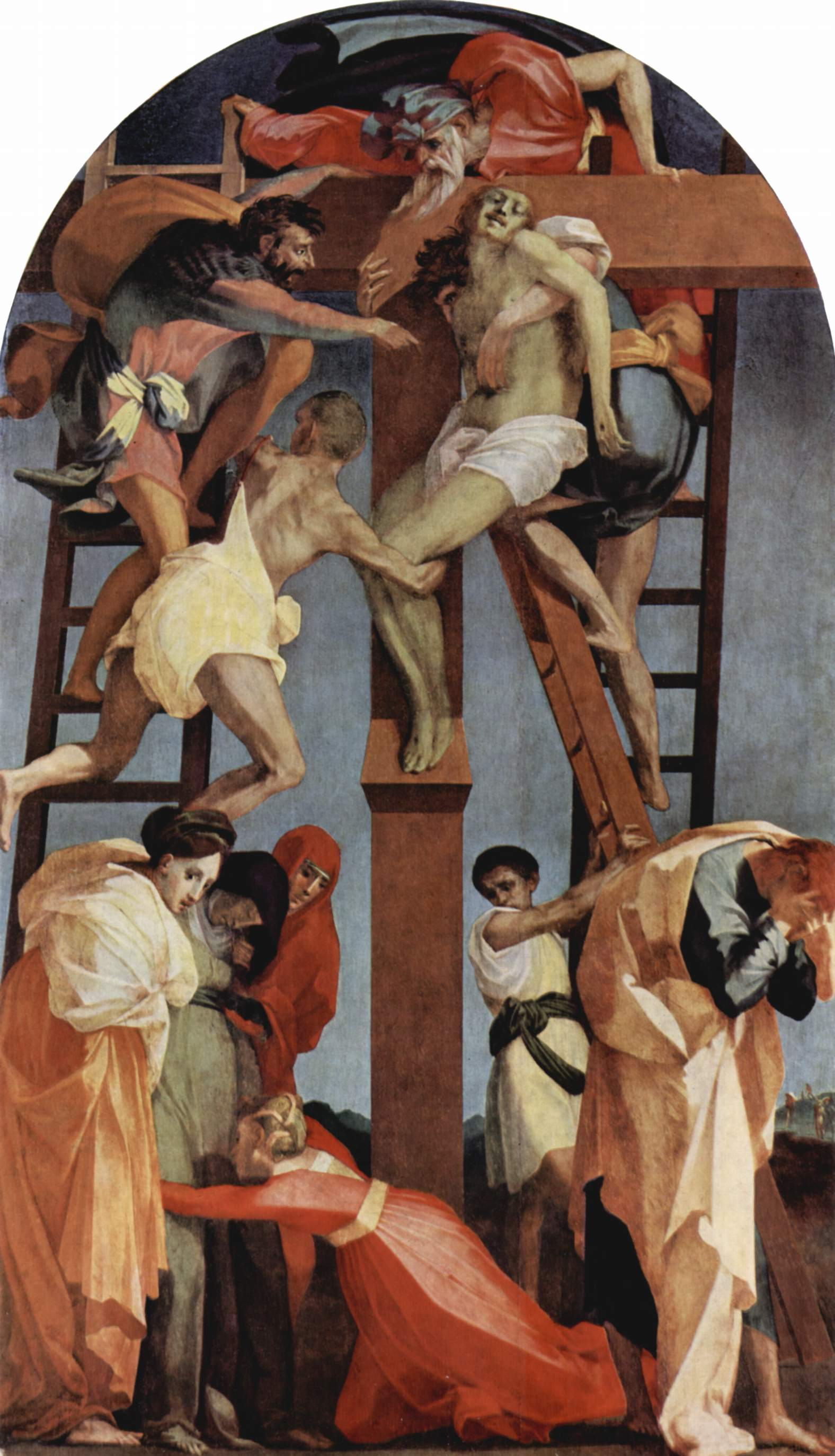
فرود از صلیب
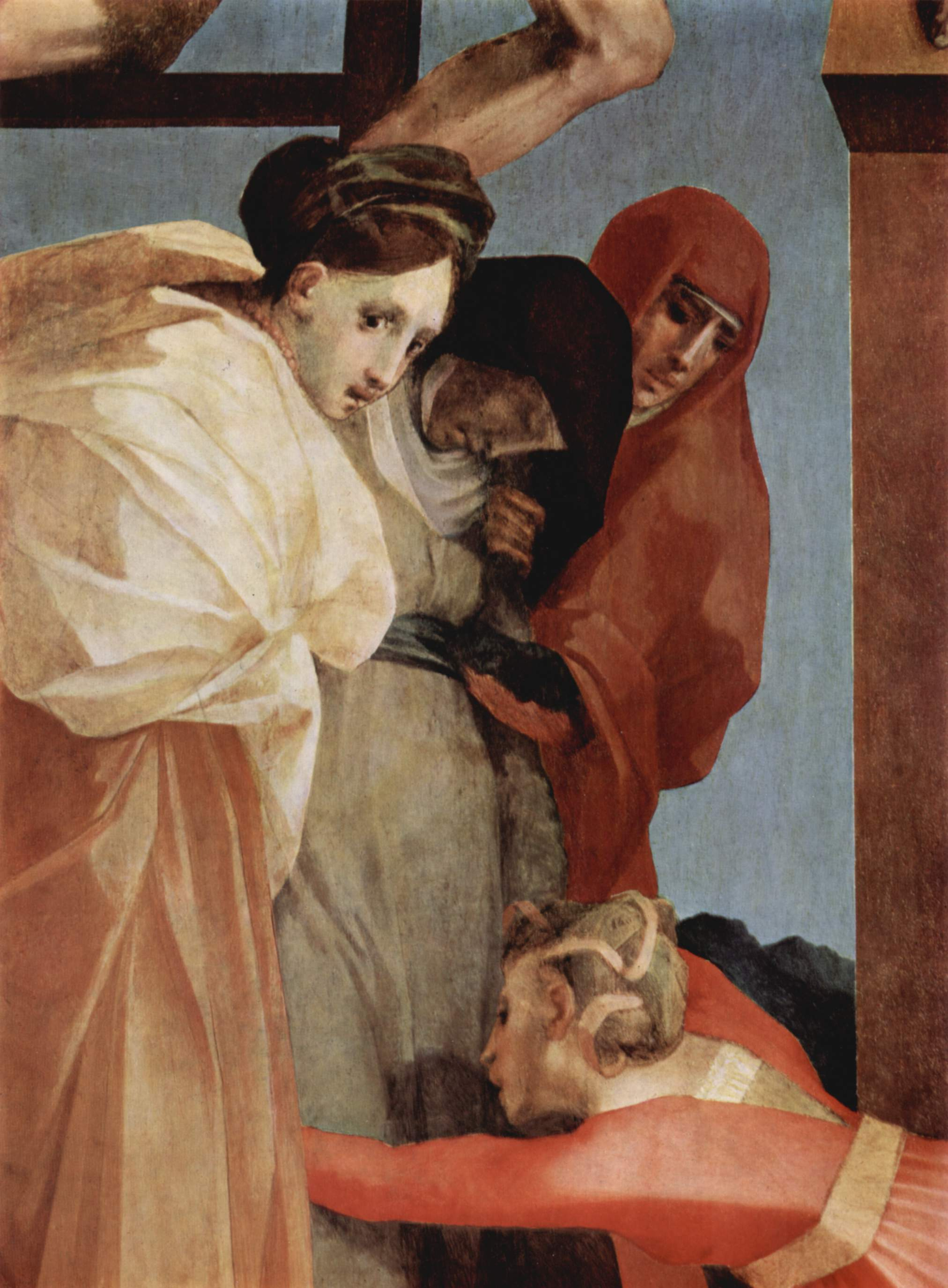
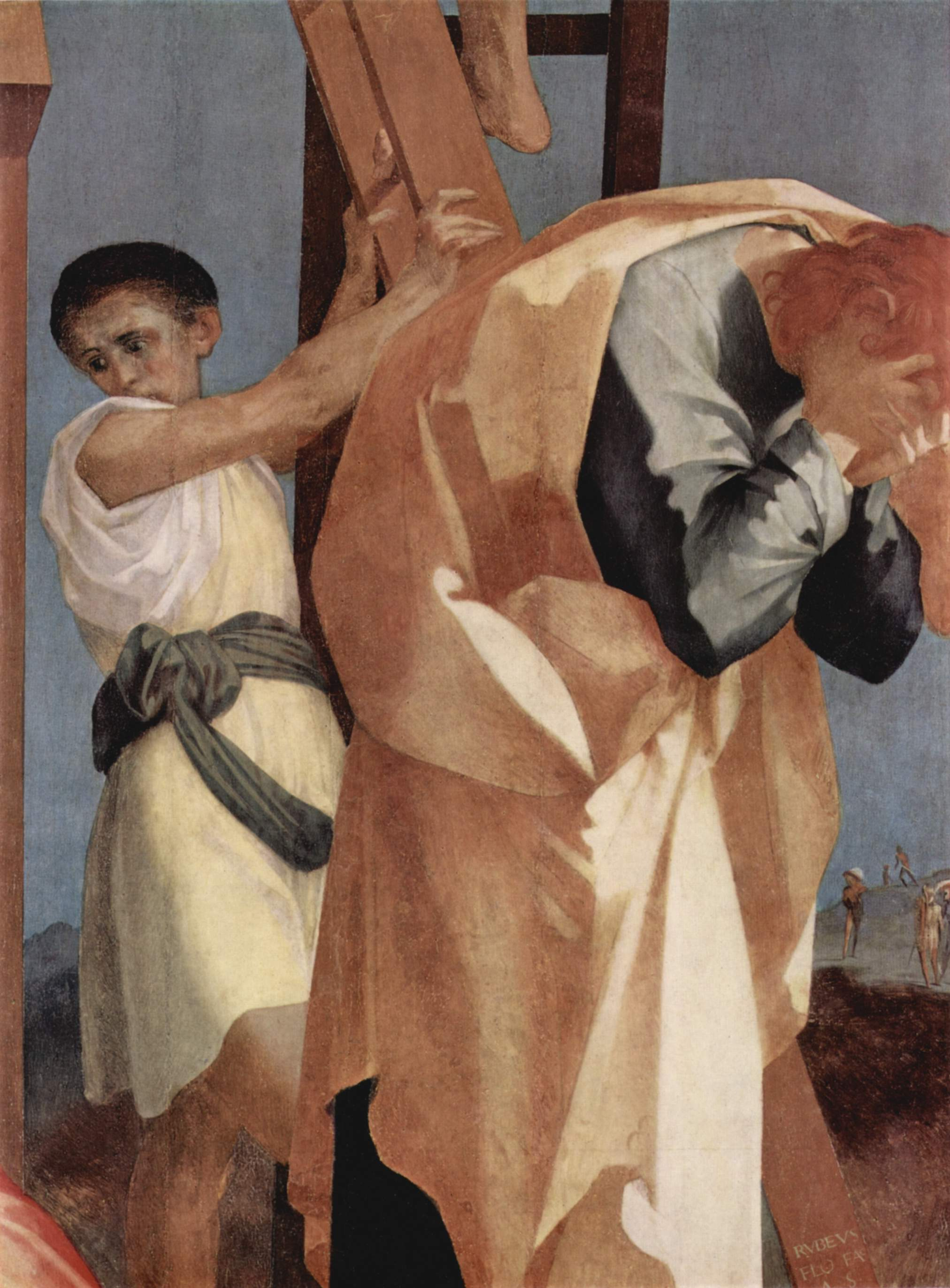
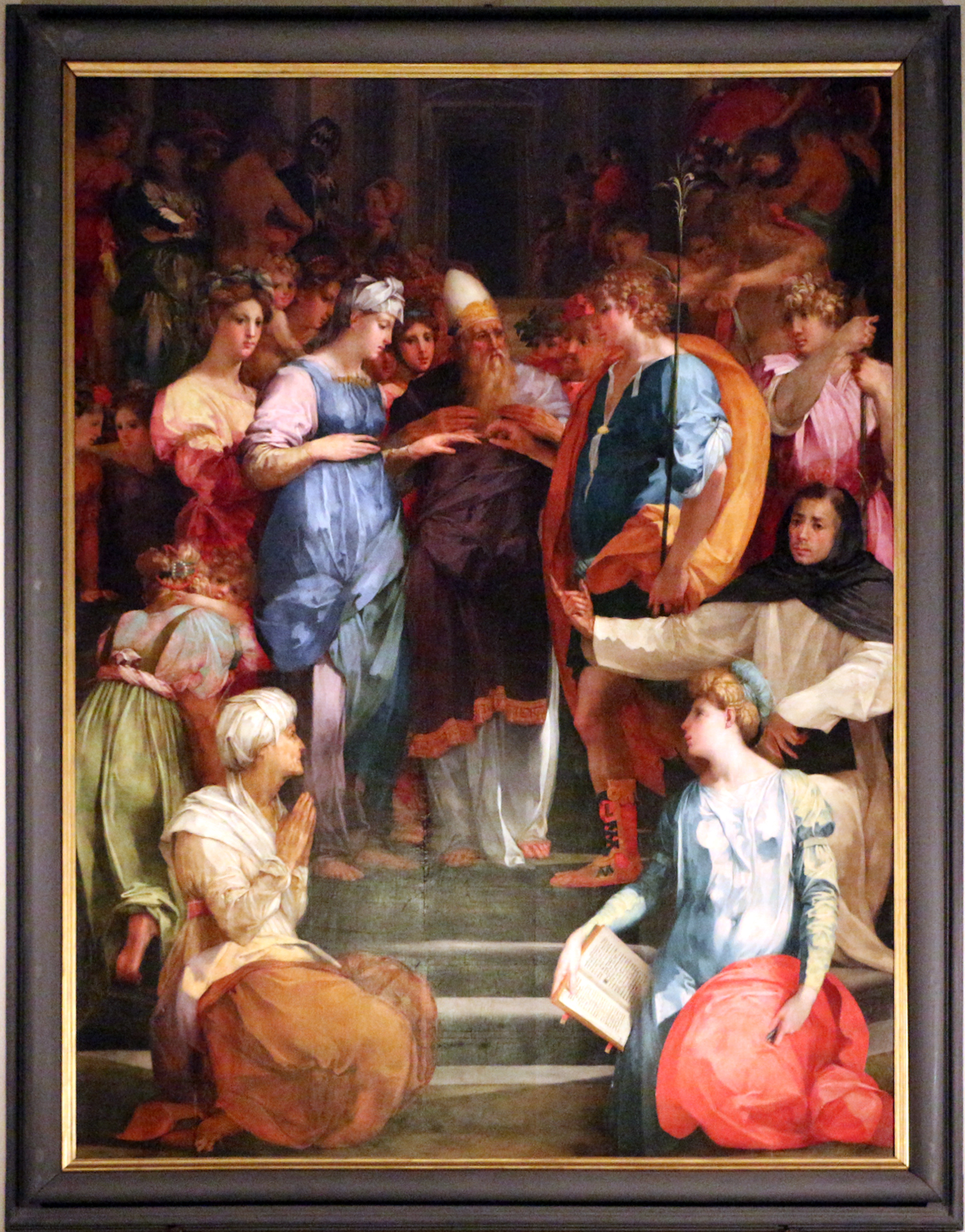
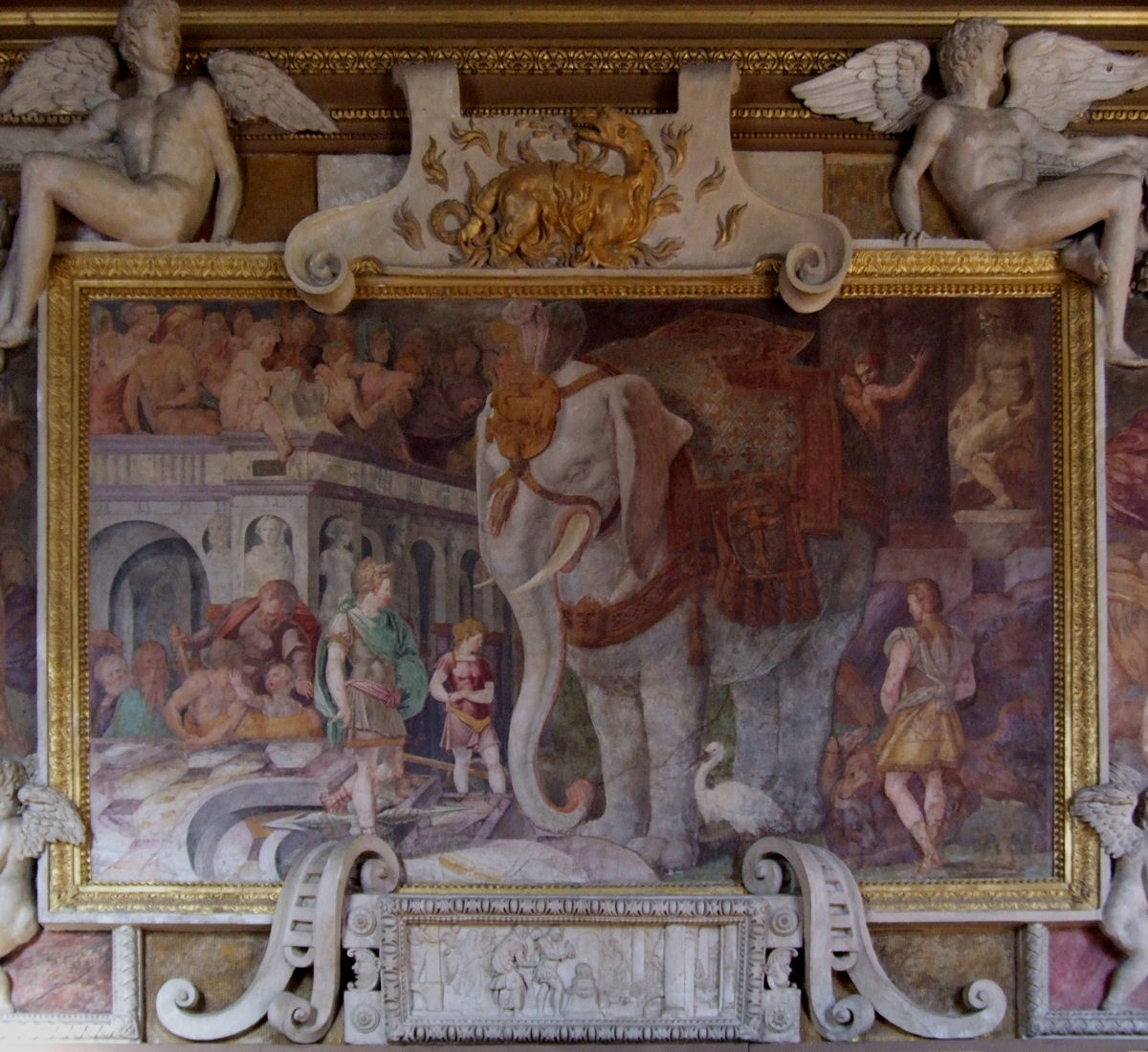
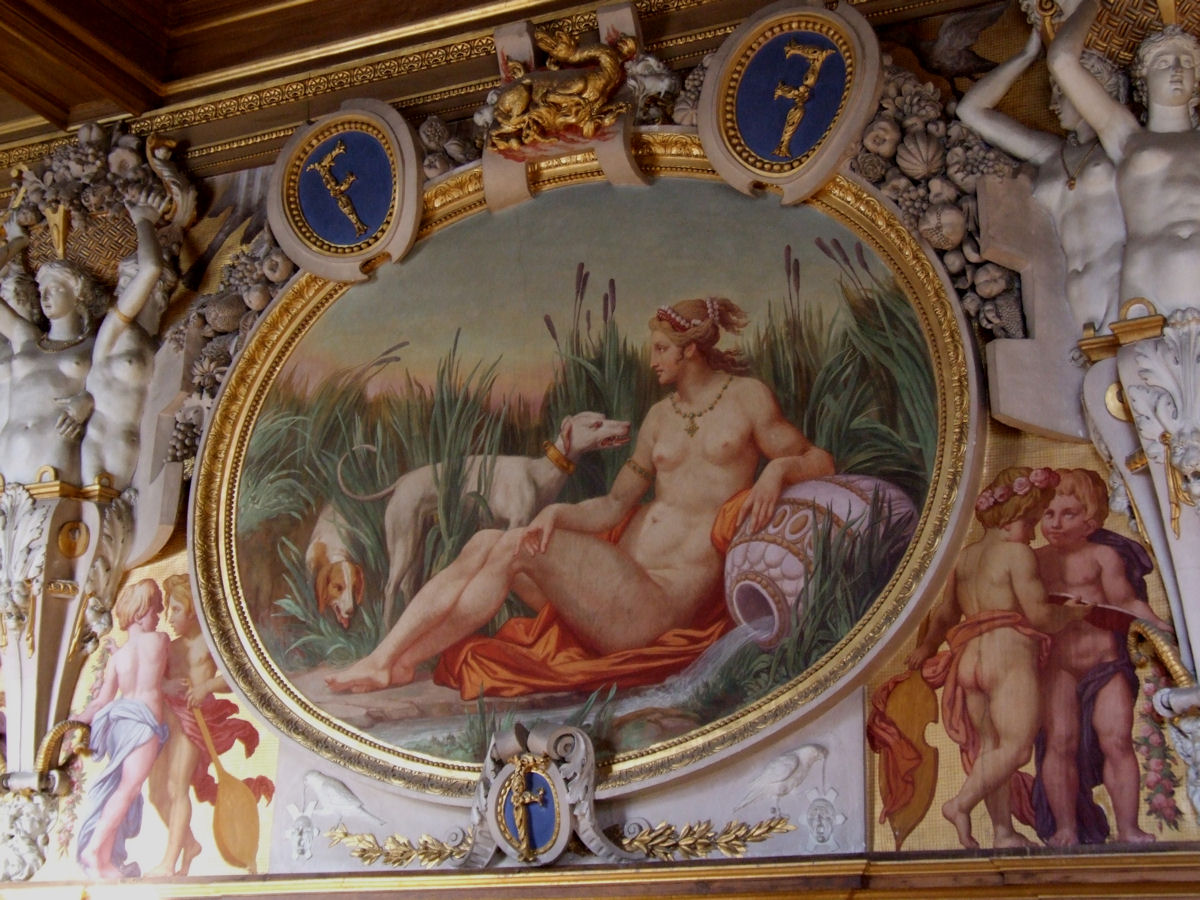
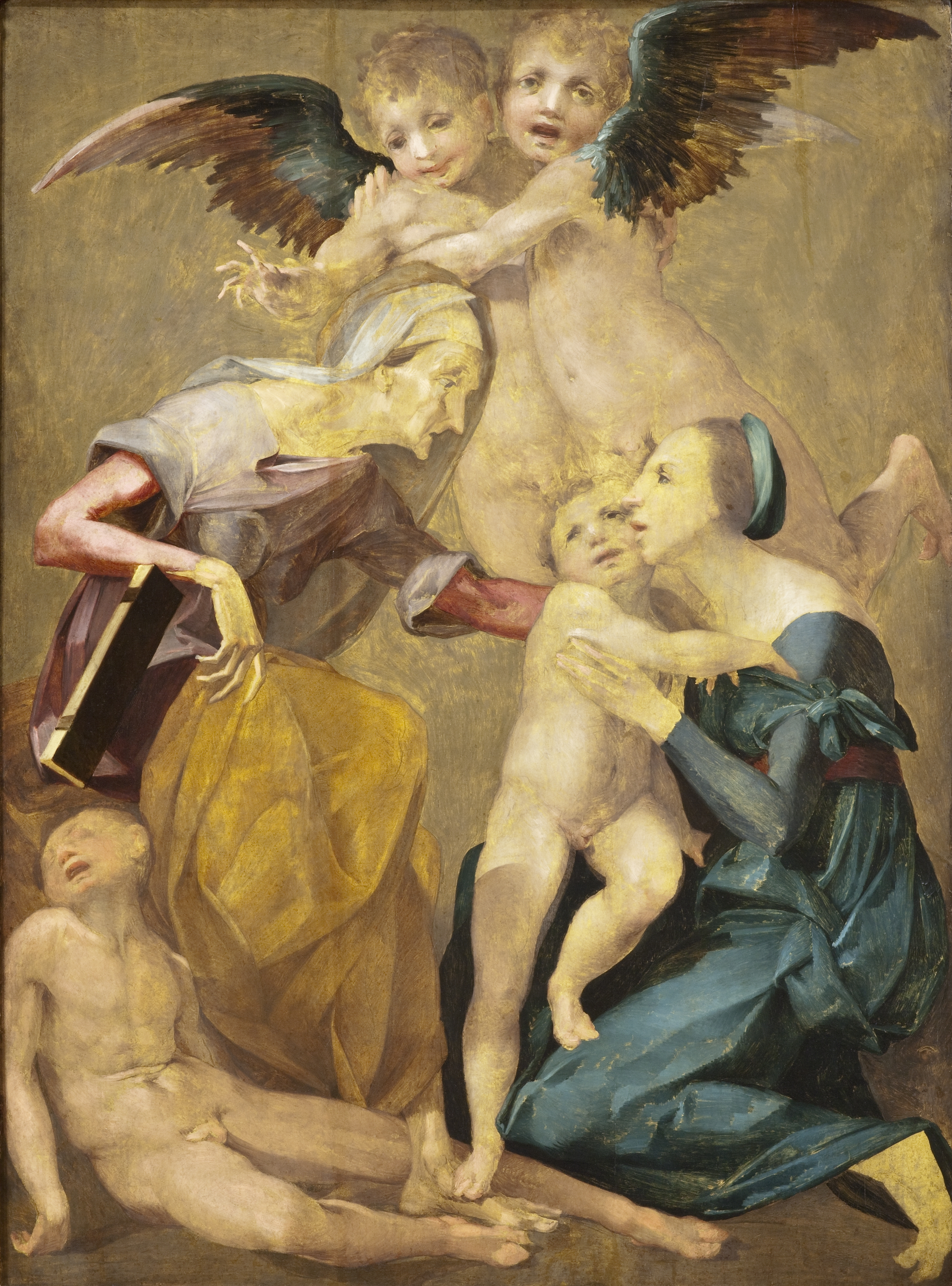
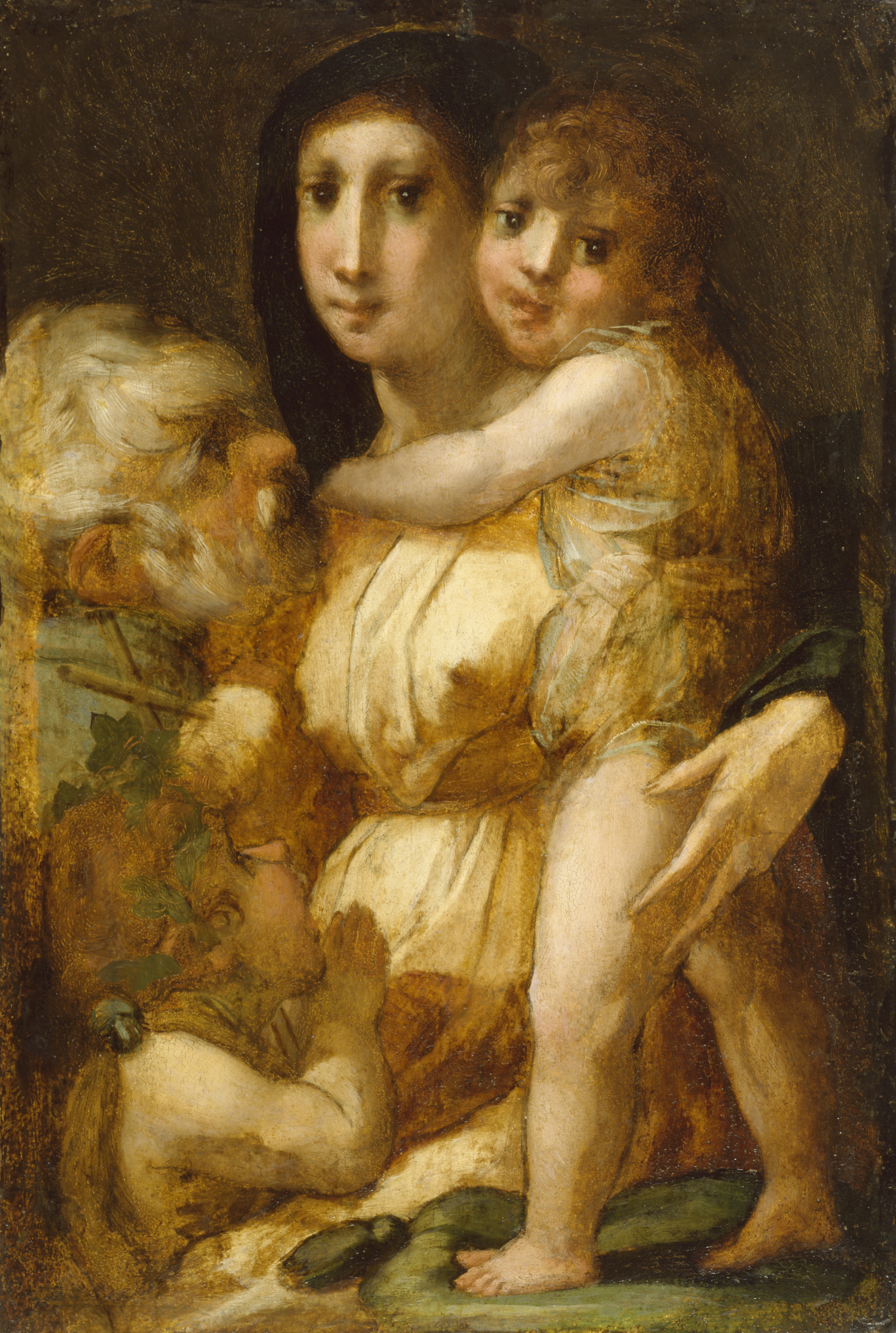